# Regata (isola)
Regata (in croato Regata) è uno scoglio disabitato della Croazia, situato lungo la costa occidentale dell'Istria, a nord del canale di Leme.
Amministrativamente appartiene al comune di Parenzo, nella regione istriana.

## Geografia

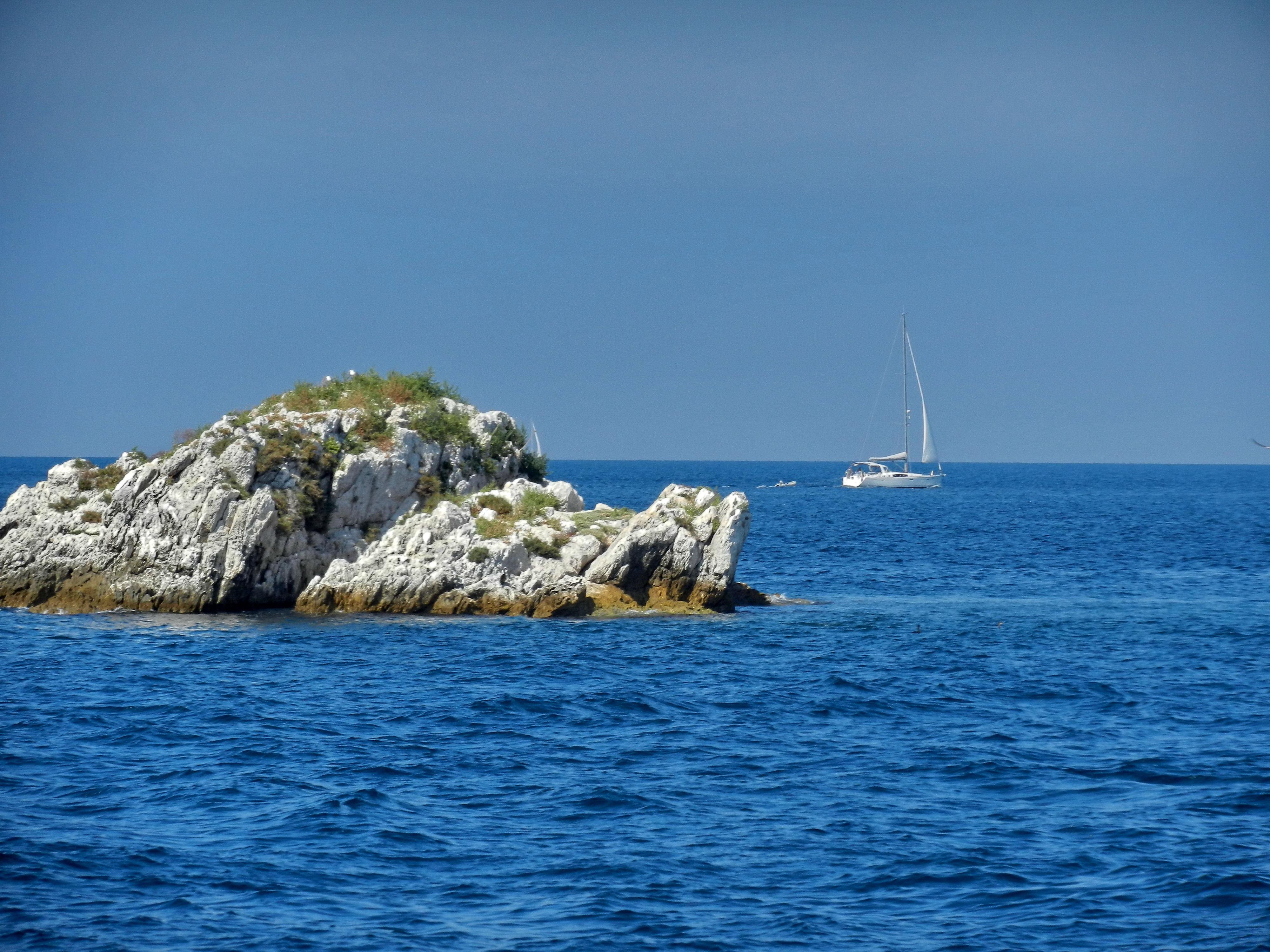
Lo scoglio Botassel.

Regata si trova a ovest di val Tedole (Plava laguna), a nordovest di punta Madonna (rt Tedole) e a sudovest di punta Brullo (rt Brula). Nel punto più ravvicinato, dista 445 m dalla terraferma (punta Madonna).
Regata è uno scoglio ovale, orientato in direzione ovest-est, che misura 110 m di lunghezza, 55 m di larghezza massima. Ha una superficie di 4352 m² e uno sviluppo costiero di 0,279 km. 

### Isole adiacenti
- hrid Žontujić[6], piccolo scoglio situato 475 m a sud di Regata che ha una superficie di 963 m²[4]. (45°12′24.5″N 13°34′50.5″E)
- Zontolo (Žontuja), scoglio situato 555 m a sud di Regata.
- Botassel[1] (Butaceja)[6], piccolo scoglio situato 840 m a sud di Regata, che ha una superficie di 1031 m²[4](45°12′13.7″N 13°34′43.4″E)

### Cartografia
- (HR) Mappa topografica della Croazia 1:25000, su preglednik.arkod.hr.